# Домброва (гміна Жуково)
Домброва (пол. Dąbrowa) — село в Польщі, у гміні Жуково Картузького повіту Поморського воєводства.